# يوهانس شنايدر
يوهانس شنايدر (بالإنجليزية: Johannes Schneider)‏ (و. 1887 – 1914 م) هو لاعب كرة قدم، من الإمبراطورية الألمانية، ولد في لايبزيغ، يلعب كحارس مرمى، توفي عن عمر يناهز 27 عاماً.

## روابط خارجية
- يوهانس شنايدر على موقع قاعدة بيانات كرة القدم.إي يو (الإنجليزية)
- يوهانس شنايدر على موقع ناشيونال فوتبول تيمز (الإنجليزية)
- يوهانس شنايدر على موقع عالم كرة القدم.نت (الإنجليزية)